# Eric Schafer
Eric John Schafer (Fond du Lac, 20 de setembro de 1977) é um atleta estadunidense de lutas livres.

## Início
Schafer graduou-se na University of Wisconsin–Oshkosh.
Schafer é ex campeão de Pesos Pesados da XFO, titulo que conseguiu após vencer William Hill com um triangulo no XFO 9.
Schafer é faixa preta em Jiu-Jitsu Brasileiro, tendo sido treinado pelo brasileiro Pedro Sauer.

## Ultimate Fighting Championships
Schafer fez sua estreia no UFC 62, derrotando Rob MacDonald com uma chave de braço, deixando seu oponente inconsciente aos 2:26 do primeiro round.
Ele perdeu para Ryan Bader em 24 de outubro de 2009 no UFC 104.
Schafer recentemente encarou Jason Brilz em 21 de março de 2010, no UFC Live: Vera vs. Jones. Após essa luta, ele foi dispensado pelo UFC.
Sobre a demissão, ele falou "Eu vou voltar para a academia e ver o que o futuro me trará. Sobre perder duas lutas seguidas, eu acho que aprendi bastante, todavia o UFC não é um lugar fácil para o meu estilo. Na verdade, eu tive boas lutas e sempre fui querendo vencer. Foi uma experiência maravilhosa."

## Histórico
| Resultado | Cartel | Oponente          | Método                        | Evento                                 | Data                    | Round | Tempo | Local                                   |
| --------- | ------ | ----------------- | ----------------------------- | -------------------------------------- | ----------------------- | ----- | ----- | --------------------------------------- |
| Derrota   | 11-5-2 | Jason Brilz       | Decisão (Unânime)             | UFC Live: Vera vs. Jones               | 21 de março de 2010     | 3     | 5:00  | Broomfield, Colorado, Estados Unidos    |
| Derrota   | 11–4–2 | Ryan Bader        | Decisão (Unânime)             | UFC 104                                | 24 de outubro de 2009   | 3     | 5:00  | Los Angeles, Califórnia, Estados Unidos |
| Vitória   | 11–3–2 | Antonio Mendes    | TKO (socos)                   | UFC 93                                 | 17 de janeiro de 2009   | 1     | 3:35  | Dublin, Irlanda                         |
| Vitória   | 10–3–2 | Houston Alexander | Finalização (triângulo)       | UFC Fight Night: Diaz vs. Neer         | 17 de setembro de 2008  | 1     | 4:53  | Omaha, Nebraska, Estados Unidos         |
| Vitória   | 9–3–2  | William Hill      | TKO (socos)                   | GFS – Thunderdome                      | 17 de maio de 2008      | 1     | 2:52  | Wisconsin, Estados Unidos               |
| Vitória   | 8–3–2  | Ryan Antle        | Finalização (chave de braço)  | GFS – The Warriors                     | 16 de fevereiro de 2008 | 1     | 0:41  | Wisconsin, Estados Unidos               |
| Derrota   | 7–3–2  | Stephan Bonnar    | TKO (socos)                   | UFC 77                                 | 20 de outubro de 2007   | 2     | 2:47  | Cincinnati, Ohio, Estados Unidos        |
| Derrota   | 7–2–2  | Michael Bisping   | TKO (socos)                   | UFC 66                                 | 30 de dezembro de 2006  | 1     | 4:24  | Las Vegas, Nevada, Estados Unidos       |
| Vitória   | 7–1–2  | Rob MacDonald     | Finalização (triângulo)       | UFC 62                                 | 26 de agosto de 2006    | 1     | 2:26  | Las Vegas, Nevada, Estados Unidos       |
| Vitória   | 6–1–2  | William Hill      | Finalização (triângulo)       | XFO 9 - Xtreme Fighting Organization 9 | 28 de janeiro de 2006   | 1     | 2:37  | Lakemoor, Illinois, Estados Unidos      |
| Vitória   | 5–1–2  | Jason Veach       | Finalização (estrangulamento) | DC 2 - Duneland Classic 2              | 6 de agosto de 2005     | 1     |       | Portage, Indiana, Estados Unidos        |
| Vitória   | 4–1–2  | Jason Guida       | Finalização (chave de braço)  | XFO 6 - Judgement Day                  | 25 de junho de 2005     | 1     | 3:49  | Lakemoor, Illinois, Estados Unidos      |
| Derrota   | 3–1–2  | Dustin Denes      | Finalização (Kimura)          | HOOKnSHOOT – Overdrive                 | 9 de março de 2002      | 1     |       | Evansville, Indiana, Estados Unidos     |
| Empate    | 3–0–2  | Jim Desouza       | Empate                        | HOOKnSHOOT – Kings 2                   | 18 de novembro de 2001  | 2     | 5:00  | Evansville, Indiana, Estados Unidos     |
| Empate    | 3–0–1  | Paul Ivens        | Empate                        | HOOKnSHOOT – Millenium                 | 6 de novembro de 1999   | 1     | 15:00 | Evansville, Indiana, Estados Unidos     |
| Vitória   | 3–0    | Steve Martin      | Finalização (Golpes)          | CC 4 - Cage Combat 4                   | 26 de setembro de 1999  | 1     | 4:13  | Green Bay, Wisconsin, Estados Unidos    |
| Vitória   | 2–0    | John Lowey        | KO (Pisões)                   | MS 1 - Midwest Shootfighting 1         | 27 de junho de 1998     | 1     | 3:59  | Clinton, Iowa, Estados Unidos           |
| Vitória   | 1–0    | Duane Frazen      | Decisão                       | MS 1 - Midwest Shootfighting 1         | 27 de junho de 1998     | 1     | 10:00 | Clinton, Iowa, Estados Unidos           |